# Natá
Natá (nom complet Natá de Los Caballeros) és una ciutat i corregimient en la carreterà panamericana del districte de Natá, proovíncia de Coclé, Panamà. La seva població el 2010 era de 6.003 persones. La ciutat més gran i més propera és Penonomé i Aguadulce és aproximadament a 10 quilòmetres.

## Història
La ciutat és la tercera ciutat supervivent més vella de Panamà, fundada pels espanyols el 20 de maig de 1522, després de Nombre de Dios i Ciutat de Panamà. El nom de Natá de Los Caballeros, prové del cacic local Anata dels 100 cavallers espanyols que van aquarterar en la ciutat.
La seva població el 1990 era de 5.158 i el 2000 de 5.902 persones.